# Wapen van De Rijp

Wapen van voormalige gemeente De Rijp.

Het wapen van De Rijp werd op 20 februari 1816 door de toenmalige gemeente De Rijp bij de Hoge Raad van Adel aangevraagd. Uiteindelijk werd op 26 juni 1816 bij Koninklijk Besluit het wapen aan de gemeente De Rijp toegekend. In 1970 is het wapen opgenomen in een van de kwartieren van het wapen van Graft-De Rijp.

## Symboliek
Het dorp De Rijp was na Enkhuizen de belangrijkste stad voor haringvangst in de provincie Noord-Holland. Om deze reden voert Enkhuizen in haar wapen drie gekroonde haringen en voerde De Rijp er twee.
Het is ook de mogelijk dat de haringen symbool staan voor de bijnaam die de bewoners van De Rijp hadden; deze verklaring gaat echter niet op voor Enkhuizen.
Wel is zeker dat het wapen in de jaren 1600 al gevoerd werd: er is een zegel bekend waar het wapen op staat. In 1724 werd het Haarlemmermeerboek door Leeghwater geschreven en hij beschrijft daarin het wapen van De Rijp.

## Blazoenering
De beschrijving, uit 1816, van het wapen van De Rijp luidt als volgt:
Zijnde van Lazuur beladen met twee haringen, geplaatst en fasce en gekroond alles van goud.
Het schild is blauw van kleur met daarop twee gekroonde haringen. De haringen kijken naar rechts, voor de kijker links. Alles is goud van kleur, de zogenaamde rijkskleuren.

## Vergelijkbare wapens

Het wapen van Enkhuizen
Het wapen van Scheveningen, maar dit betreft een dorpswapen. Met dit wapen is geen historisch verband aan te tonen.
Het wapen van Graft-De Rijp

Abbekerk
· Akersloot
· Andijk
· Ankeveen
· Anna Paulowna
· Assendelft
· Avenhorn
· Barsingerhorn
· Beemster
· Beets
· Bennebroek
· Berkenrode
· Berkhout
· Bijlmermeer
· Blokker
· Bovenkarspel
· Broek in Waterland
· Broek op Langedijk
· Buiksloot
· Bussum
· Callantsoog
· De Rijp
· Egmond
· Egmond aan Zee
· Egmond-Binnen
· Graft
·  Graft-De Rijp
· 's-Graveland
· Groet
· Grootebroek
· Grosthuizen
· Haarlemmerliede
· Haarlemmerliede en Spaarnwoude
· Harenkarspel
· Heerhugowaard
· Hensbroek
· Hoogkarspel
· Hoogwoud
· Ilpendam
· Jisp
· Kalslagen
· Katwoude
· Koedijk
· Koog aan de Zaan
· Kortenhoef
· Krommenie
· Kwadijk
· Langedijk
· Leimuiden
· Limmen
· Marken
· Middelie
· Midwoud
· Monnickendam
· Muiden
· Naarden
· Nederhorst den Berg
· Nibbixwoud
· Niedorp
· Nieuwe Niedorp
· Nieuwendam
· Nieuwer-Amstel
· Noord-Scharwoude
· Noorder-Koggenland
· Obdam
· Oosthuizen
· Opperdoes
· Oterleek
· Oude Niedorp
· Oudendijk
· Oudkarspel
· Oudorp
· Petten
· Ransdorp
· Schardam
· Scharwoude
· Schellingwoude
· Schellinkhout
· Schermer
· Schermerhorn
· Schoorl
· Schoten
· Sijbekarspel
· Sint Maarten
· Sint Pancras
· Sloten
· Spaarndam
· Spaarnwoude
· Spanbroek
· Twisk
· Urk
· Ursem
· Veenhuizen
· Venhuizen
· Warder
· Warmenhuizen
· Waverveen
· Weesp
· Weesperkarspel
· Wervershoof
· Wester-Koggenland
· Westwoud
· Westzaan
· Wieringen
· Wieringermeer
· Wieringerwaard
· Wijdenes
. Wijdewormer
. Wijk aan Zee en Duin
· Wimmenum
· Winkel
· Wognum
· Wormer
· Wormerveer
· Zaandam
· Zaandijk
· Zeevang
· Zijpe
· Zuid-Scharwoude
· Zuid- en Noord-Schermer
· Zwaag

Dorpswapens:
Hauwert
· Volendam
· Zwaagdijk-West